# Anthurium bittneri
Anthurium bittneri är en kallaväxtart som beskrevs av Michael Howard Grayum. Anthurium bittneri ingår i släktet Anthurium och familjen kallaväxter. Inga underarter finns listade.